# Francesca Milani
Pour les articles homonymes, voir Milani.
Francesca Milani, née le 25 septembre 1993 à Rome, est une judokate italienne,.

## Palmarès international en judo
| Jeux méditerranéens | Jeux méditerranéens | Jeux méditerranéens |
| Année               | Médaille            | Catégorie           |
| ------------------- | ------------------- | ------------------- |
| 2018                | bronze              | -48 kg              |